# (14600) Gainsbourg
(14600) Gainsbourg ist ein Asteroid des mittleren Hauptgürtels. Er wurde am 21. September 1998 von dem belgischen Astronomen Eric Walter Elst am La-Silla-Observatorium der Europäischen Südsternwarte in Chile (IAU-Code 809) entdeckt. Sichtungen des Asteroiden hatte es vorher schon gegeben: im Jahre 1960 unter der vorläufigen Bezeichnung 4862 P-L im Rahmen des Palomar-Leiden-Surveys und am 23. Februar 1987 (1987 DN3) am französischen Observatoire de Calern.
Nach der SMASS-Klassifikation (Small Main-Belt Asteroid Spectroscopic Survey) wurde bei einer spektroskopischen Untersuchung von Gianluca Masi, Sergio Foglia und Richard P. Binzel (14600) Gainsbourg der taxonomischen Klasse der C-Asteroiden zugeordnet.
(14600) Gainsbourg wurde am 14. November 2016 nach dem französischen Singer-Songwriter Serge Gainsbourg (1928–1991) benannt. In der Widmung besonders hervorgehoben wurde das von ihm geschriebene Lied „Sous le soleil exactement“.